# Liste der Geotope in Aschaffenburg
Diese Liste enthält die Geotope der unterfränkischen Stadt Aschaffenburg in Bayern.
Die Liste enthält die amtlichen Bezeichnungen für Namen und Nummern des Bayerischen Landesamt für Umwelt (LfU) sowie deren geographische Lage. Diese Liste ist möglicherweise unvollständig. Im Geotopkataster Bayern sind etwa 3.400 Geotope (Stand Oktober 2018) erfasst. Das LfU sieht einige Geotope nicht für die Veröffentlichung im Internet geeignet. Einige Objekte sind zum Beispiel nicht gefahrlos zugänglich oder dürfen aus anderen Gründen nur eingeschränkt betreten werden.
| Name                                                | Bild           | Geotop ID | Gemeinde / Lage        | Geologische Raumeinheit | Beschreibung | Fläche m² / Ausdehnung m | Geologie                                                                        | Aufschlussart      | Wert               | Schutzstatus                                               | Bemerkung |
| --------------------------------------------------- | -------------- | --------- | ---------------------- | ----------------------- | --- | ------------------------ | ------------------------------------------------------------------------------- | ------------------ | ------------------ | ---------------------------------------------------------- | --------- |
| Steinbruch am Stengerts WNW von Gailbach            | weitere Bilder | 661A004   | Aschaffenburg Position | Vorspessart             | Der aufgelassene Steinbruch von Quarzdiorit stellt kein typisches Intrusivgestein dar, sondern besitzt eher das Aussehen eines Gneises. Er enthält große Einsprenglinge von Kalifeldspat in schlieriger Verteilung. Der Quarzdiorit wird von Pegmatitgängen durchsetzt, die bis zu 1 cm große Titanit-Kristalle führen. Der Steinbruch wird heute als Schießstand genutzt, darf aber nach vorheriger Anmeldung besucht werden. | 4000 100 × 40            | Typ: Gesteinsart, Mineralien Art: Diorit                                        | Steinbruch         | wertvoll           | Landschaftsbestandteil, Naturpark                          |           |
| Noriswand SE von Aschaffenburg                      | weitere Bilder | 661A005   | Aschaffenburg Position | Vorspessart             | Am Stengerts befindet sich im Wald ein langgestreckter schluchtartiger Steinbruch. Hier wurden bis zum Ende des 19. Jahrhunderts Lamprophyre mit den Varietäten Spessartit und Kersantit abgebaut. Der hier aufgeschlossene Gang von dem feinkörnigen dunkelgrauen, splittrig brechenden Gestein ist mit Moos überwachsen. Als Nebengesteine sind sowohl Gneise der Elterhof-Formation, als auch Diorit aufgeschlossen. | 4000 100 × 40            | Typ: Gesteinsart, Kontakt Art: Diorit                                           | Steinbruch         | besonders wertvoll | Landschaftsbestandteil, Naturpark                          |           |
| Weißer Steinbruch – Schacht Heinrich SW von Haibach | weitere Bilder | 661G001   | Aschaffenburg Position | Vorspessart             | Innerhalb der Elterhof-Formation des Kristallinen Vorspessarts kommen zahlreiche kleine Marmorlinsen vor. Zwischen Schweinheim und Gailbach wurde eine dieser Linsen ab circa 1870 bis 1942 zunächst in einem schluchtartigen Steinbruch, später auch untertage abgebaut. Der schluchtartige Bruch und ein Stollenmundloch sind heute noch erhalten. Das Material wurde für die Papierherstellung in Aschaffenburg-Damm verwendet. | 1000 50 × 20             | Typ: Steinbruch/Grube Art: Marmor                                               | Tagebau            | wertvoll           | Landschaftsschutzgebiet, Naturpark                         |           |
| Bensenbruch S von Dörrmorsbach                      | weitere Bilder | 661G002   | Aschaffenburg Position | Vorspessart             | Von dem ehemaligen Bensenbruch sind zwei Höhlen zurückgeblieben. In der größeren konnten bei einem Bombenangriff 1945, 50 bis 60 Personen Schutz finden. Der Lamprophyrgang wird von der Basalbrekzie (Buntsandstein) im Wechsel mit Schluffsteinen der Bröckelschieferserie begrenzt. | 75 15 × 5                | Typ: Stollen, Steinbruch/Grube, Gesteinsart, Kontakt Art: Lamprophyr, Sandstein | Steinbruch         | wertvoll           | Landschaftsbestandteil, Landschaftsschutzgebiet, Naturpark |           |
| Felsmeer am Grauberg/Stengerts NW von Gailbach      | weitere Bilder | 661R001   | Aschaffenburg Position | Vorspessart             | Am Grauberg befindet sich im Wald ein Blockmeer von wollsackverwitterten Dioritfelsen. Das Felsmeer wird zusammen mit der Noriswand als Landschaftsbestandteil wegen seiner Seltenheit sowie wissenschaftlichen Bedeutung seit 1996 geschützt. | 10000 200 × 50           | Typ: Blockmeer Art: Diorit                                                      | Block              | wertvoll           | Landschaftsbestandteil, Naturpark                          |           |
| Teufelskanzel am Godelsberg E Aschaffenburg         | weitere Bilder | 661R002   | Aschaffenburg Position | Vorspessart             | An der Nordwestecke des Gipfelplateaus des Godelsberges liegt der Aussichtspunkt Teufelskanzel. Er ist durch den Wanderweg Spessart-Weg 1 erschlossen und von einem Wanderparkplatz aus in geringer Entfernung bequem zu erreichen. Die Kanzel besteht aus einer natürlichen Ansammlung mehrerer großer Blöcke von Goldbacher Orthgneis. Dieser körnig-flaserige Muskovit-Biotit-Gneis ist meist mittel- bis grobkörnig. Oft enthält er auffällige Nester von Glimmer. Weitere Steuungen von Gneisblöcken befinden sich auch am Nordhang des Berges (weitere bei der Goldbacher Kanzel). In geringer Entfernung vom Geotop liegt die Kippenburg. Sie wurde um 1839 aus Bruchsteinen zur Belustigung der Bevölkerung als Ruine erbaut. | 600 30 × 20              | Typ: Blockmeer Art: Gneis                                                       | Felshang/Felskuppe | wertvoll           | Naturpark                                                  |           |